# Parasynegia punctifera
Parasynegia punctifera là một loài bướm đêm trong họ Geometridae.